# Hiển Đức Vương hậu
Hiển Đức vương hậu (chữ Hán: 顯德王后; Hangul: 현덕왕후; 17 tháng 4, 1418 - 10 tháng 8, 1441), cũng gọi Hiển Đức tần (顯德嬪), là vương phi duy nhất, nhưng lại là chính thất thứ ba của Triều Tiên Văn Tông, bà hạ sinh ra người kế vị là Triều Tiên Đoan Tông.

## Tiểu sử
Bà sinh vào năm Triều Tiên Thái Tông thứ 18 (1418), ngày 12 tháng 3 (tức ngày 17 tháng 4 dương lịch), xuất thân từ An Đông Quyền thị (安東權氏), con gái của Hoa Sơn Phủ viện quân Quyền Chuyên (權專), mẹ là Hải Ninh Phủ phu nhân Hải Châu Thôi thị (海州崔氏).
Vào năm thứ 13 thời Triều Tiên Thế Tông (1431), nhập Đông Cung làm Thừa huy (承徽), lại tấn thăng Lương đệ (良媛). Bà từng mang thai, và điều này khiến Thuần tần Phụng thị đố kị.
Sau khi Phụng tần bị phế, Thế Tông năm thứ 19 (1437), Lương đệ Quyền thị tấn thăng Thế tử tần. Bà tuy ở vị trí cao, xuất thân danh giá, nhưng lại có hành xử đoan trang, kính cẩn lại nhân từ nên được Thế tử và Chiêu Hiến vương hậu yêu thích.
Vào năm Thế Tông thứ 23 (1441), ngày 23 tháng 7 (tức ngày 10 tháng 8 dương lịch), Thế tử tần Quyền thị sinh hạ nguyên tôn, chính là Triều Tiên Đoan Tông tương lai thì qua đời ở Tư Thiện đường (資善堂), hưởng thọ 24 tuổi. Lưu lại một con trai (Đoan Tông) và một con gái (Kính Huệ công chúa).
Thế Tông thương xót con dâu, ban thụy hiệu là Hiển Đức tần (顯德嬪). Sau khi Văn Tông lên ngôi, truy tặng làm Hiển Đức vương hậu. Năm Đoan Tông thứ 2 (1454), tặng thêm thụy hiệu là Nhân Hiếu Thuận Huệ Hiển Đức vương hậu (仁孝順惠顯德王后).
Vào thời Triều Tiên Thế Tổ, do liên lụy sự việc của Đoan Tông, Quyền thị bị phế làm thứ nhân. Đến đời Triều Tiên Trung Tông mới khôi phục, táng vào Hiện lăng (顯陵).

## Hậu duệ
- Vương tử:

1. Triều Tiên Đoan Tông Lý Hoằng Vĩ [李弘暐]

- Vương nữ:

1. Công chúa [公主, 1433], mất sớm
2. Kính Huệ công chúa [敬惠公主, 1435 - 1473], hạ giá lấy Ninh Dương úy Trịnh Tông (鄭悰).